# Chorinští z Ledské
Rod Chorinských z Ledské (německy Chorinski von Ledske, polsky Choryński / Choryńscy) byl nejvýznamnějším držitelem panství Veselí nad Moravou. Na tamním panství sídlili od roku 1731 do roku 1945, kdy byli nuceni zámek opustit a odcestovat z tehdejšího Československa. Jejich majetek byl zkonfiskován.

## Počátky rodu vČechách
Chorinští z Ledské, kteří své jméno odvozují od obce Choryně na Vsetínsku, pocházejí ze starého českého rodu pánů z Ledské, usídleného na tvrzi Ledská u Kostelce nad Orlicí ve východních Čechách. První zmínka o příslušníku rodu s přízviskem z Ledské je z poloviny 14. století. V pramenech se častěji objevují od poloviny 15. století. Hlavní větev rodu po nějaké době přibírá příjmení Absolonové, podle často se vyskytujícího rodového jména. Pravděpodobně na počátku 17. století vymírají, alespoň další osudy Absolonů z Ledské nejsou známé.

### Moravská větev
V osmdesátých letech 15. století zakládá jeden z členů pánů z Ledské samostatnou rodovou linii Chorinských z Ledské. Jedná se o Ctibora (†1491), který v roce 1480 získal léno olomouckého biskupství, ves Choryni u Valašského Meziříčí. V průběhu 16. století vliv rodiny vzrůstal, budování pevné základny však přetrhaly bělohorské události a účast Chorinských na protihabsburském stavovském povstání. Majetek jim byl zkonfiskován. K znovunabývání vlivu dochází od 2. poloviny 17. století za Absolona Chorinského, syna Ctibora (†1621), účastníka stavovského povstání. Rod postupně získává a rozšiřuje majetek.

## Významné osobnosti rodu

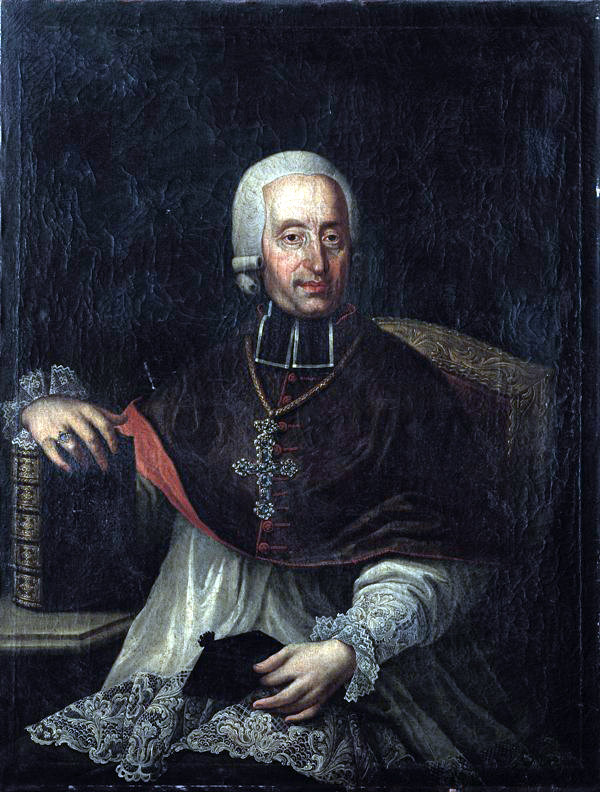
Matyáš František hrabě Chorinský z Ledské, první biskup brněnský

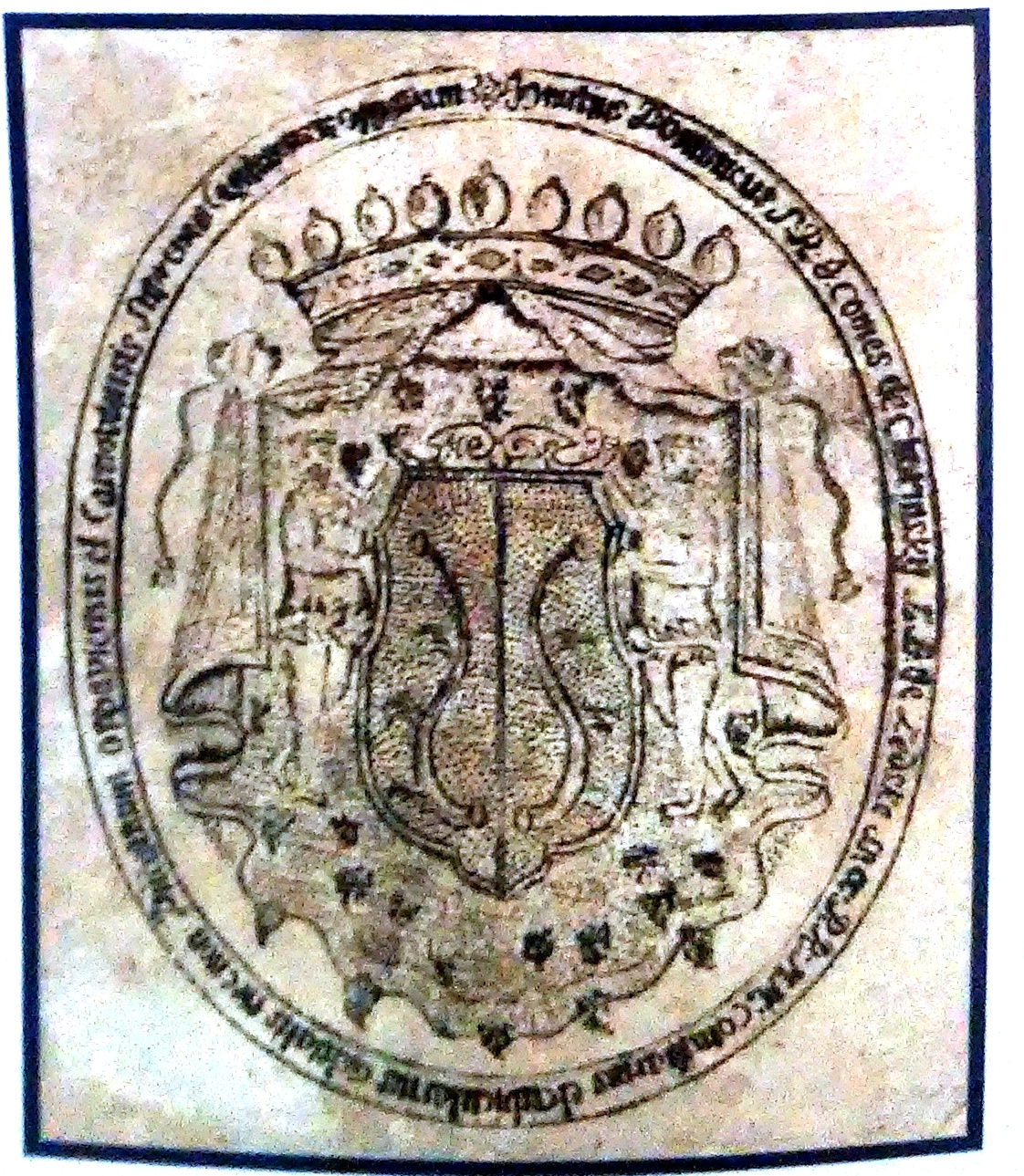
Osobní erb Ignáce Dominika Chorinského z Ledské

- František Karel (1689–1741), jenž v roce 1710 dosáhl povýšení do panského stavu s predikátem svobodný pán Chorinský z Ledské. Zastával významné veřejné funkce, stal se c. k. dvorním radou, hejtmanem Hradišťského kraje a přísedícím moravského zemského soudu. Po svém vzdáleném příbuzném, Janu Felixi Želeckém z Počenic, zdědil v roce 1731 veselské panství.[1]
- Syny Františka Karla Chorinského povýšila Marie Terezie roku 1761 do českého hraběcího stavu.
  - Nejstarší Matyáš František (1720–1786) se stal prvním brněnským biskupem.
  - Druhorozený František Jan (1725–1812) se stal pokračovatelem hlavní rodové větve sídlící ve Veselí nad Moravou a zajímal se o vědu, umění, přírodu i podnikání.
  - Jejich bratr Ignác Dominik (1729–1792), který sídlil ve Velkých Hošticích u Opavy, byl významným zemským úředníkem a známým sběratelem umění.
  - Jan Nepomuk (1733–1760) se věnoval vojenské kariéře, zahynul v sedmileté válce v bitvě u Torgavy.
  - Úspěšným josefínským hospodářským úředníkem byl nejmladší syn Michal Václav (1736–1806).[1]
- Ignác Karel hrabě Chorinský, svobodný pán z Ledské (1770–1823), předseda a místodržitel Rakouského arcivévodství v Podenží (Dolní Rakousy)
- Bedřich Karel hrabě Chorinský (1761–1821), poslanec Moravského zemského sněmu
- Gustav Ignác Chorinský, svobodný pán z Ledské (1806–1873), místodržitel na Moravě (1860–1862)
- Karel hrabě Chorinský (1838–1897), rakouský právník a spisovatel, zemský hejtman v Salcburku (1880–1890)
- Egon hrabě Chorinský, svobodný pán z Ledské (1842–1907), viceadmirál ad.Hon. c. a k. válečného námořnictva
- Nikolaus hrabě Chorinský, svobodný pán z Ledské (1916–2006), generálporučík (Druhá Rakouská republika), vojenský vyslanec v Římě (1974–1979).

## Chorinští ve Veselí nad Moravou
Zakladatelem hlavní rodové větve Chorinských, sídlící ve Veselí nad Moravou, se stal druhorozený František Jan (1725–1812). Patřil mezi osvícenské aristokraty se zájmem o vědu, umění, přírodu i podnikání. Pro svůj rod získal v roce 1764[zdroj?] dědičný úřad korouhevníka Českého království. Sňatkem s Marií Kajetánou Walldorfovou rozšířil rodový majetek o rozsáhlé dědictví po Walldorfech. Od roku 1796 Chorinští vlastnili, mimo své domovské Veselí, i panství Sádek a Rokytnici u Třebíče, Osovou-Rojetín u Velké Bíteše, Želetice-Žerotice-Domčice u Znojma a Brumov na Zlínsku. Zděděné statky však byly značně zadlužené.
Pokračovatelem hlavní rodové linie byl syn Františka Jana František Kajetán (1761–1821), který se věnoval vojenské kariéře. Oženil se s Konstancií z Fürstenberku-Weitry. Jeho bratr Ignác Karel (1770–1823) patřil mezi významné státní úředníky a stal se zakladatelem boční, v Rakousku sídlící rodové větve.

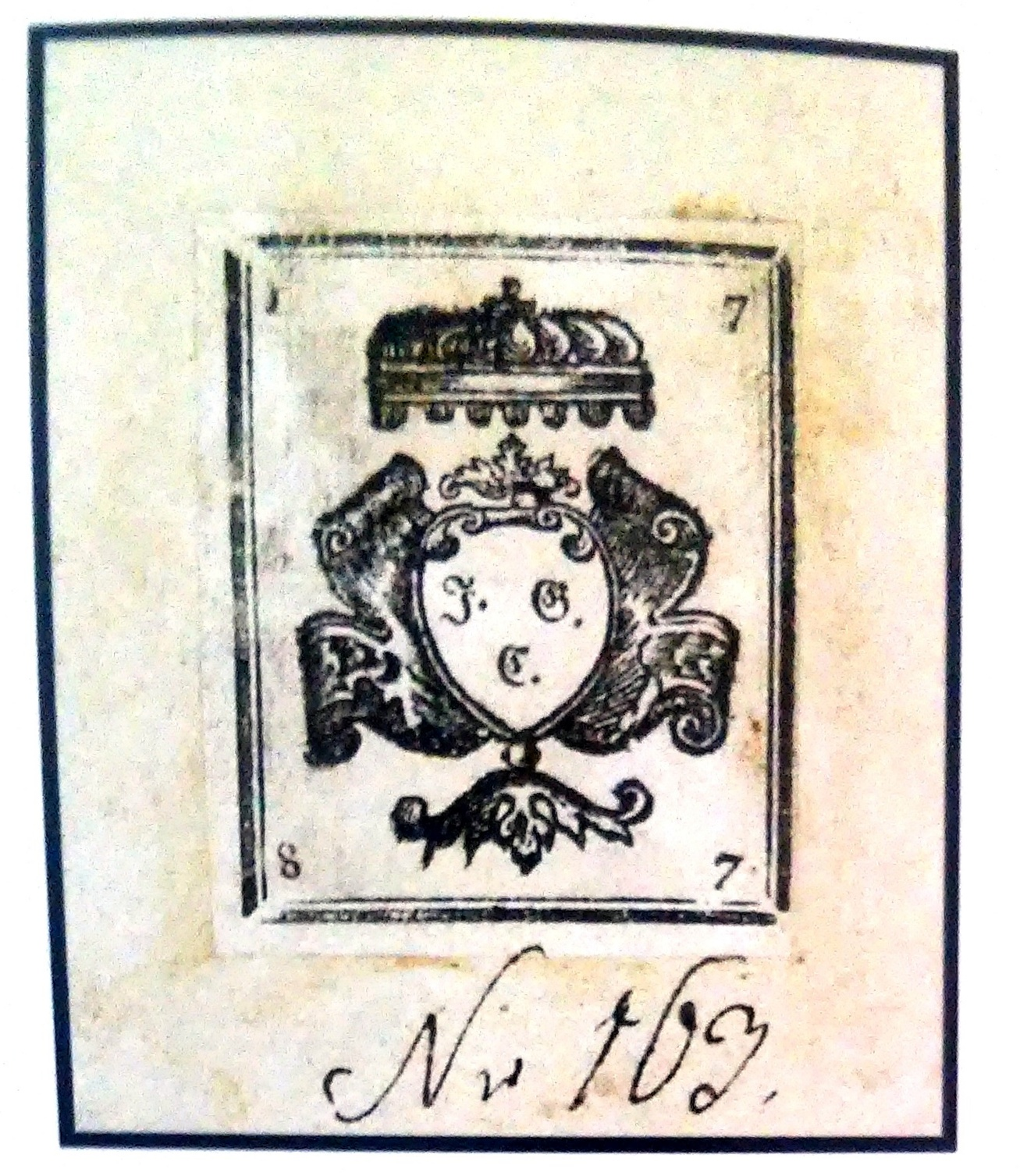
Osobní značka Bedřicha Karla Chorinského z Ledské

Následovníkem a dědicem veselského panství se stal Bedřich Karel Chorinský (1802–1861), jediný syn Františka Kajetána. Díky jeho sňatku s Marií Terezií Esterházy de Galántha Chorinští pronikli mezi nejvyšší dvorskou aristokracii. V poslední třetině 19. století, po smrti svého bezdětného bratra Karla Bedřicha (1833–1877), vlastnil panství Viktor Pavel (1838–1901). Vzhledem ke složité hospodářské situaci odprodal část majetku; v roce 1863 statky Želetice, Žerotice, Domčice a v roce 1896 Brumov II. Jeho manželkou se stala další příslušnice vysoké, tentokrát rakouské aristokracie, Marie Anna z Trauttmansdorff-Weinsbergu. Posledním držitelem veselského panství byl Bedřich Chorinský (1867–1947), který převzal rodinný majetek po smrti svého otce v roce 1901. Se svou druhou ženou Marii Topor Kaplinskou měl tři děti; Bedřicha Viktora (1923–2008), Františka Kajetána (1925 – padl ve 2. světové válce) a Marii Annu (1927–2022), poslední z rodiny Chorinských, která prožila dětství a mládí ve Veselí nad Moravou.

## Příbuzenství
Chorinští z Ledské se spojili s dalšími rody, např. s Fürstenbergy z Weitry, Esterházy de Galántha, Trauttmansdorffy z Weinsbergu

## Erb

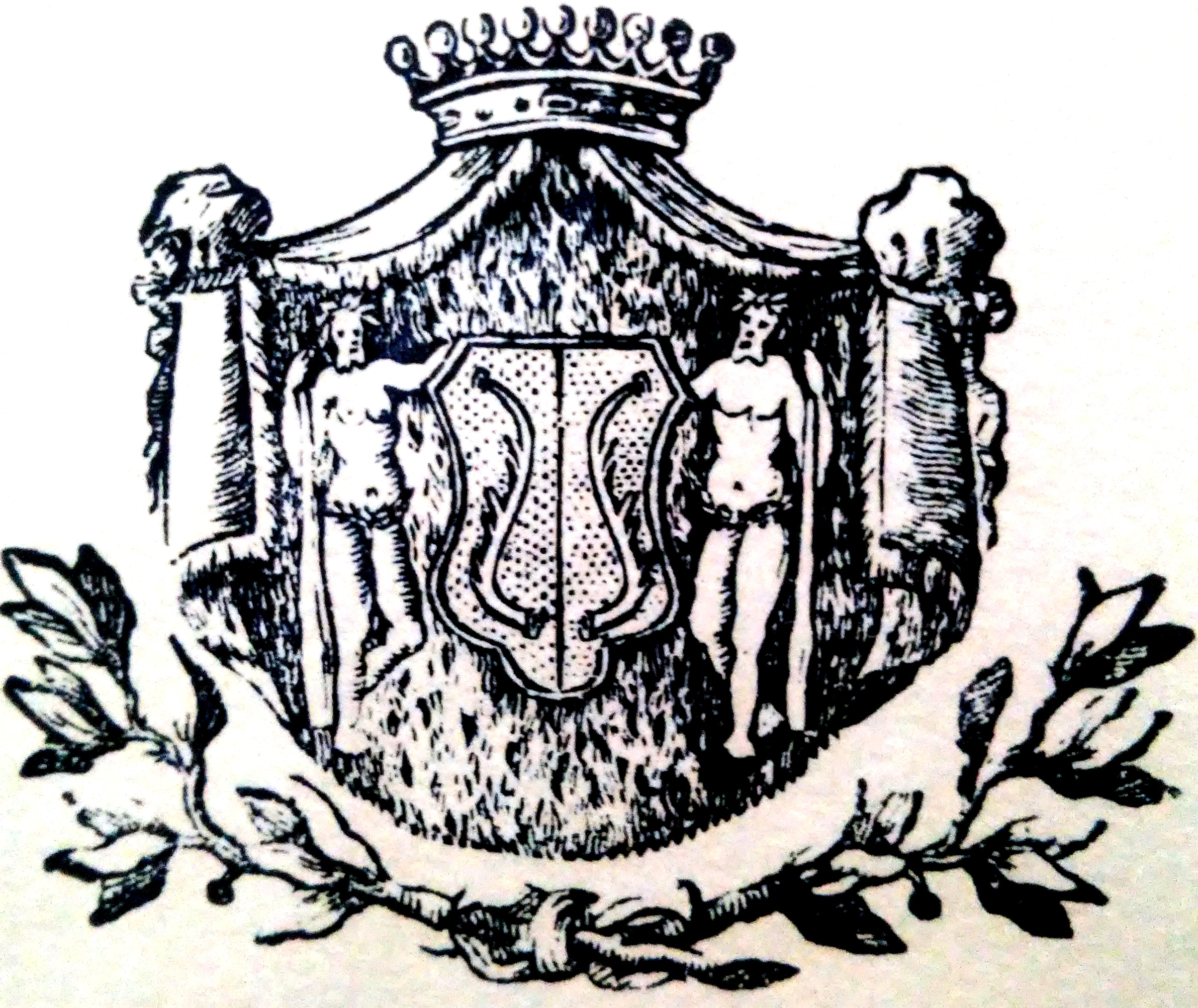
Erb Chorinských z Ledské

Erb Chorinských z Ledské zobrazuje dva buvolí rohy (jeden černý a jeden stříbrný) ve zlatém poli, z nichž každý má po stranách trojici račích klepet opačné barvy. Na přilbě s černo-zlatým krytím jsou oba buvolí rohy.